# كأس خمر
"كأس الخمر" hair of the dog، مختصر لـ "المشروب الذي يذهب السكرة"، هو تعبير عامي في اللغة الانكليزية يشير غالبًا إلى الكحول الذي يجري استهلاكه بهدف تقليل آثار الصداع الناتج عنه. توجد لدى العديد من اللغات عباراتها الخاصة لوصف المفهوم نفسه.

## علم أصول الكلمات
يشير التعبير في الأصل إلى طريقة علاج عضة الكلب المسعور عن طريق وضع شعر الكلب في مكان عضة الكلب. كتب ابنزير كوبهام بروير في قاموس فريز اند فيبل (1898) في اسكتلندا، يسود اعتقاد سائد بأن وضع البعض من شعر الكلب الذي عضك على الجرح سيمنع من تفاقم العواقب الوخيمة للأعراض. إذا جرى تطبيقه على المشروبات، فهذا يعني، إذا كنت ممن يمتع نفسه بالمشروب طول الليل بحرية تامة، فاحرص على تناول كوب من نفس النبيذ في غضون 24 ساعة لتهدئة الأعصاب. "إذا عضك هذا الكلب، فبمجرد خروجك من سريرك، خذ شعرة من الذيل في اليوم التالي". كما يستشهد بقصيدتين مزورتين تحتويان على العبارة، ينسب أحدهما إلى أرسطفان. ومن الممكن أن تكون هذه العبارة قد استخدمت لتبرير ممارسة قائمة، كفكرة "مثل العلاجات مثل" (باللاتينية: "سيميليا شبه كروانتور") تعود على الأقل إلى زمن أبقراط. إنه موجود اليوم باعتباره الافتراض الأساسي للطب المثلي الكلاسيكي. في ثلاثينيات القرن العشرين، جرى تقديم الكوكتيلات المعروفة باسم "شراب الجثة" في الفنادق.
هناك مثال قديم على الاستعمال العصري (بول دي تشي) يمكن العثور عليه في أبراج الحماية لرابيليه في القرن السادس عشر، غارغانتوا وبانتاغرويل ترجمها "مونيتركس" حرفيًا في أواخر القرن السابع عشر.

## في لغات أخرى

### أوروبا
توجد هذه العبارة أيضًا في اللغة الهنغارية، حيث تكون الترجمة الحرفية لها إلى اللغة الإنكليزية "(يمكنك أن تشفي) عضة الكلب بفروه" لكنها تطورت إلى عبارة قصيرة (كوتيهارا باست زوروفيل) والتي تُستخدم بشكل متكرر في سياقات اخرى عندما يحاول المرء التعبير عن أن حل المشكلة في بعض الأحيان يكون أكثر تعقيدًا من المشكلة نفسها.
غالبًا ما تستخدم عبارة "العلاج" (كراشا لا كرودا، في اللغة الإسبانية)" بين الإيرلنديين والمكسيكيين بدلًا من "كأس الخمرة" وغالبًا ما يجري استخدامها للسخرية من سؤال "ذاهب للعلاج؟".  في البرتغالية، يتحدث الناس عن "ضربة" (أوما ريباتيدا)، تعني التخلص من الصداع الناتج عن الكحول (بشرب المزيد من الكحول).
في بعض اللغات السلافية (البولندية، البوسنية، البلغارية، الكرواتية، الصربية، السلوفينية والروسة)، يسمى كأس الخمرة "إسفين" (كلين)، مما يعكس مفهوم إزاحة إسفين عالق بآخر؛ و من هنا جاءت العبارة البولندية الشائعة { إزاحة} إسفين بإسفين (كلين كلنيم) والتي تستخدم مجازيًا فيما يتعلق بالكحول وفي سياقات أخرى. وفي اللغة البلغارية، تكون العبارة "حارب النار بالنار" (باستخدام التعبير المجازي "إسفين" الشائع في اللغات السلافية الأخرى). والمصطلح الروسي الصحيح هو أونوهينكا (أوبوهملكا، "بعد أن تكون مخمورًا") مما يشير إلى عملية الشرب لتقليل آثار الشرب في اليوم السابق. في إستونيا، العبارة المستخدمة هي"بيباراندوس" المترجمة حرفيًا إلى"ترميم الرأس".
يصادف استخدام مماثل في اللغة الرومانية في عبارة "كوي بي كوي سيسكواتي" (يُزال الواحد تلو الآخر)؛ في اللغة الإيطالية، العبارة "كيودوس كاتش تشا كيودو"؛ باللغة الإسبانية، عبارة  "إن كلافو ساكا أوترو كلافو" (يسحب المسمار مسمار آخر)؛ وفي اللغة التركية عبارة "تجفي تجفيس سوكياج". في جميع الحالات الأربع، الترجمة الإنكليزية لها هي "مسمار يزيح مسمار" على الرغم من أن هذه العبارات لا تستخدم حصريًا للإشارة إلى علاج صداع  الكحول. في اللغة الألمانية، يوصف شرب الكحول في الصباح التالي لتخفيف الأعراض أحيانا على أنه "تناول مشروب البيرة المضادة" (عين كونتربر ترينكين)، وفي اليابان، يسمى شرب الكحول في الصباح بعد الإفراط في شرب الكحول (موكاي زاكي)، والذي يترجم تقريبًا على أنه "شرب مقابل". في النمسا يتحدث الناس عن الحصول على بيرة إصلاح (غيباغتوا زايدي). كما صاغ الهولنديون "ريبارادلر" و"ريديفا" إشارة إلى "رادلر" وIPA، على التوالي، اللذين يستعملان كمشروبات تعويضية. أيضًا، غالبًا ما يستخدم مصطلح "مورنك أفتربلس" ويشير لفظ هذه العبارة "مورنك افتر بيلس" والتي تترجم إلى (حبوب ما بعد الصباح) -إذ ان كلمة "pils" مرادفة لكلمة "جعة"- إلى أن الجعة تستخدم لتقليل تأثير  أعراض الشرب لليوم السابق. في اللغة النرويجية، عادة ما تسمى بـ"سكريات الرأب"، أي "البيرة المراد إصلاحها". ويطلق عليها في اللغة الفنلندية اسم "تايسوي تافا" (التليين) أو "كوريوساريا" (مجموعة أدوات الإصلاح) وفي اللغة التشيكية "فيبروجدانيي" (خلاصة). في اللغة السويدية، يسمى شرب الكحول لتخفيف سكر الخمر "أوتشتالاذي"، وهو ما يترجم تقريبًا إلى "مرمم". في اللغة الدانمركية، تسمى الجعة بعد يوم من الشرب بـ "جراب الجبر"، الذي يترجم إلى "إصلاح الجعة". وهناك قول مأثور أيضًا: "يجب أن يرتفع المرء عند الشجرة التي سقط عندها". وبالمثل، كثيرًا ما يستخدم مصطلح "الجبر" في اللغة الهولندية، وهو ما يترجم أيضًا إلى "إصلاح البيرة". وفي فنلندا، يطلق على استهلاك الكحول في اليوم التالي اسم "تايسويتافا" أو "لويفندوا"، وهو ما يعني الاسترخاء، أو أحيانًا "كوريوسوريا"، مجموعة أدوات الإصلاح. وكذلك عبارة "سولا ولا ولا ولا تويكين"، أي "ما سببه، سيعالجه أيضًا".

### الأمريكتان
وفي كوستاريكا (أمريكا الوسطى)، يستخدم التعبير نفسه ولكنه يشير إلى خنزير، كما في: شعر نفس الخنزير ("بيلوس دي لا ميسما شانشا" في أمريكا الوسطى) الذي يشير إلى نفس الطريقة لعلاج الهانغوفير. وفي بورتوريكو، يسمى شرب الكحول كعلاج للهانغوفر "مطر الرتون"، أو "قتل الفأر".

### آسيا
عُثر على أول وصف معروف لهذه المصادر "شعر الكلب" فيما يتعلق بالسُكر في نص من أوغاريت القديمة يعود إلى منتصف وأواخر الألفية الثانية قبل الميلاد، إذ أصبح الإله إيلو مخمورًا بعد سكره بشراهه. ويتضمن النص وصفة لدهن مرهم على الجبهة يتألف من "شعر كلب" وأجزاء من نبات غير معروف ممزوج بزيت الزيتون.
في كوريا عادة ما يطلق على الكحول (سوجو) الذي يرشف في الصباح للتخفيف من آثار الكحول "haejangsul" والتي تترجم حرفيًا على أنها "مشروب يريح الأمعاء". في الصين، يسمى الشراب الذي يخفف من آثار شرب الكحول (huíhúnjiǔ 回魂酒)، والذي يترجم حرفياً إلى "المشروب الذي يعيد روحك". في اليابان العبارة المكافئة (mukaezake” (迎え酒’’ والتي يمكن ترجمتها حرفياً على أنها "شرب الكحول لمواجهة اليوم التالي".

### أفريقيا
في Cape Afrikaans، يُطلق على شرب الكحول لعلاج صداع الكحول (babbelas) اسم "kopskiet" أو "بالرصاص في الرأس".
في تنزانيا، فإن العبارة السواحلية المكافئة المستخدمة هي "كوزيموا" والتي تعني "المساعدة على الاستيقاظ بعد الغيبوبة". هذه العبارة موجودة أيضًا في (Sheng Swahili Slang)، في كينيا، يُطلق على تناول الكحول للتخفيف من صداع الكحول "kutoa lock"، وتُترجم إلى "إزالة القفل".